# Daniel Ertl
Daniel Ertl (2. ledna 1886 Zvolen – 28. října 1962 Zvolen) byl slovenský a československý politik a meziválečný poslanec Národního shromáždění za Československou sociálně demokratickou stranu dělnickou. Později byl politikem za Komunistickou stranu Československa (respektive Komunistickou stranu Slovenska).

## Biografie
Absolvoval učitelský ústav v obci Kláštor pod Znievom. Působil jako učitel ve Zvolenu a okolí. Podle údajů k roku 1920 byl profesí učitelem v Lieskovci.
V parlamentních volbách v roce 1920 získal mandát v Národním shromáždění za Československou sociálně demokratickou stranu dělnickou.
V letech 1927-1938 zastával post starosty města Zvolen. Do této funkce byl podruhé zvolen v listopadu 1931. Byl členem zemského vedení sociální demokracie na Slovensku. V rámci strany byl členem Dělnické akademie a členem vedení národohospodářského ústavu pro Slovensko.
Během tzv. slovenského štátu se zapojil do odboje a prohloubil spolupráci s komunisty. V roce 1944 byl na sjednocovacím sjezdu slovenských sociálních demokratů a komunistů zvolen za člena ústředního výboru Komunistické strany Slovenska. Zasedal v povstalecké Slovenské národní radě a do června 1945 byl jejím předsedou.
10. září 1944 obhajoval v listu Povstalecká pravda sloučení sociální demokracie a komunistické strany na Slovensku takto: „Vedení sociální demokracie na Slovensku, vidouc, jaká velký význam má v dnešní převratové době jednotné dělnické hnutí reprezentované jedinou stranou, se jednomyslně rozhodlo pro sjednocení se stranou komunistickou.“